# 袁尊尼
袁尊尼（1523年—1574年），原名夢熊，字魯望，號玉川，南直隸蘇州府吳縣人，明朝政治人物、經學家。

## 生平
嘉靖二十二年（1543年）癸卯科應天鄉試第四十一名舉人，四十四年（1565年）中式乙丑科會試第六名，二甲第二十八名進士。工部觀政，授刑部主事。明世宗喜歡青詞，高拱中經魁時袁尊尼父親袁袠為鄉試副考官，四十五年（1566年）三月高拱拜文淵閣大學士後，數次請託袁尊尼代草青詞，袁尊尼厭惡，向朝廷請求改到南京任職，同年四月改南京吏部主事，隆慶三年（1569年）七月升南京吏部考功司郎中，六年（1572年）二月出為山東按察司副使，萬曆二年（1574年）正月致仕，四月病卒，享年五十二歲。

## 著作
著有《禮記集說正訛》、《魯望集》。

## 家族
曾祖袁敬；祖父袁鼏，封刑部主事；父袁袠，廣西按察司僉事。母馬氏；繼母文氏。